# Myron Boadu
Myron Boadu (ur. 14 stycznia 2001 w Amsterdamie) – holenderski piłkarz ghańskiego pochodzenia występujący na pozycji napastnika. Jednokrotny reprezentant Holandii. Wychowanek AZ.